# Stawrokonu
Stawrokonu (gr. Σταυροκόννου) – wieś w Republice Cypryjskiej, w dystrykcie Pafos. W 2011 roku liczyła 56 mieszkańców. Przez miejscowość przebiega droga F617.